# Francisco Ferreira Colmeneiro
Francisco Ferreira Colmenero, més conegut com a Patxi Ferreira (Saucelle, 22 de maig de 1967) és un exfutbolista castellanolleonès, que jugava com a defensa, i que actualment és el segon entrenador de la SD Eibar.

## Trajectòria
Sorgit del planter de l'Athletic Club, arriba al primer equip a la 84/85. Durant tres anys combinarà les aparicions entre el filial i l'Athletic, fins que es consolida al primer planter a la 87/88. Durant dos anys serà titular en l'equip basc, i a l'estiu del 1989, marxa a l'Atlètic de Madrid.
Amb el conjunt matalasser va jugar cinc temporades, tot i que la seua aportació va anar de més a menys. Va ser titular a la 89/90, però d'aci fins a la temporada 94/95 va jugar una vintena de partits per campanya. A Madrid, Ferreira va guanyar dues Copes del Rei. Enmig de la seua etapa al Calderón, va estar un any en el Sevilla FC (93/94).
Després de recalar dos anys al València CF, a l'estiu de 1997 retorna a l'Athletic Club. Tot i que eixa 97/98 no hi jugaria massa, els altres dos anys a l'esquadra bilbaína van ser més productius, però sense arribar a ser titular fix. Finalment, Ferreira es va retirar el 2001, després d'una temporada al Rayo Vallecano.
En total, suma 358 partits en primera divisió, amb 22 gols.
Va jugar amb la selecció nacional d'Euskadi.